# Programa de guerxament
Un programa de guerxament o maniobra d'inclinació és una maniobra aerodinàmica que altera l'actitud d'un vehicle de llançament espacial llançat en posició vertical. Aquesta maniobra es fa servir per situat la nau espacial en la direcció adequada vers la seva òrbita desitjada.
El programa de guerxament es completa poc després que el vehicle superi la torre. En el cas d'una missió tripulada, un dels tripulants (habitualment el comandant) informa el control de missions sobre el guerxament, sent confirmat pel comunicador amb la càpsula.

## Transbordador espacial

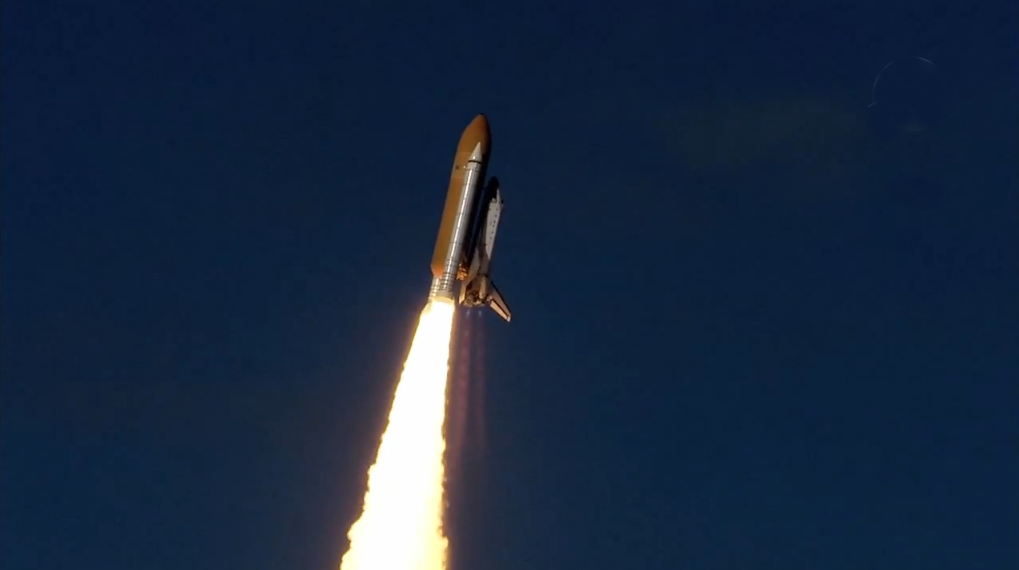
El transbordador espacial Atlantis duu a terme la maniobra de guerxament poc després del llançament de la missió STS-129.

Durant el llançament d'un transbordador espacial, el programa de guerxament ve acompanyat per una maniobra de capcineig i guinyada.
Es fa servir un programa de guerxament durant el llançament d'un transbordador pels següents motius:
- Per situar el transbordador cap per avall
- Augmentar la massa duta a òrbita
- Incrementar l'altitud orbital
- Simplificar la trajectòria d'una eventual maniobra d'avortament de retorn al punt de llançament
- Millorar la propagació per línia de mira de la ràdio
- Orientar el transbordador més paral·lel en relació amb el terra, amb el morro cap a l'est

## Saturn V
Els llançaments de Saturn V també requerien un programa de guerxament.